# Takhle ve mně vyjou vlci
Takhle ve mně vyjou vlci (2010) je druhé studiové album Martiny Trchové. Nahrála ho v triu s Patrikem Henelem a Radkem Polívkou a s několika hosty. Obsahuje 13 písniček, všechny texty a většina melodií jsou dílem Martiny Trchové, hudbu tří písniček (3, 9 a 11) složila spolu s Patrikem Henelem.

## Seznam písniček
1. Anitram – 2:35
2. V protisměru – 2:17
3. Příběhy v domě – 2:43
4. Takhle ve mně vyjou vlci – 3:04
5. Metrem – 2:10
6. Zakázaný ovoce – 3:40
7. Voda stojatá – 2:42
8. Jen trochu jistoty – 3:30
9. Kulhavý valčík – 2:37
10. Jarním vodám – 2:36
11. U baru – 2:09
12. V kvartě žestě – 3:47
13. Poslední píseň – 2:19

## Nahráli
- Martina Trchová – zpěv (1–13), akustická kytara (2, 7, 12, 13), elektrická kytara (1, 4, 10)
- Patrik Henel – akustická kytara (1, 3, 4, 5, 7, 9–13), elektrická kytara (2, 6, 8), rap (6)
- Radek Polívka – kontrabas (1–13)
- hosté
  - Karolina Skalníková – vokály (2, 3, 6–8), příčná flétna (2, 3, 9)
  - Petr Chlouba – bicí (1, 2, 5, 6, 8–12), zvonkohra (1, 9), cunda (6), vibraslap (9), tahací buben (9), šmirgl papír (9)
  - Bharata Rajnošek – trumpeta (4, 6, 12), křídlovka (10), saxofon (8)
  - Johnny Jůdl – fagot (9)
  - Vladislav Čížek – elektrická kytara (12)
  - Michal Němec – vlčí funění (4), Honzovy šroubky (13)

## Aranžmá
- Patrik Henel (1–13)
- Michal Němec (9)